# Наследница (фильм)
«Наследница» (англ. The Heiress) — кинофильм режиссёра Уильяма Уайлера. Сценарий написан Рут и Огастусом Гётц по собственной одноимённой пьесе, являющейся адаптацией романа «Вашингтон-сквер» (1880) Генри Джеймса. Премьера состоялась 6 октября 1949 года. В 1996 году лента включена в Национальный реестр фильмов.

## Сюжет
Кэтрин Слоупер, простая, чрезвычайно застенчивая девушка, знакомится на званом вечере с Моррисом Таунсендом, в которого страстно влюбляется. Отец Кэтрин считает, что Моррис ухаживает за ней из-за наследства, и угрожает лишить дочь двух третей наследства. Кэтрин сообщает Моррису о планах отца и собирается бежать с ним. В ночь побега Кэтрин нетерпеливо ждёт Морриса, но он так и не приезжает…

## В ролях
- Оливия де Хэвилленд — Кэтрин Слоупер
- Монтгомери Клифт — Моррис Таунсенд
- Ральф Ричардсон — доктор Остин Слоупер
- Мириам Хопкинс — тётя Лавиния
- Мона Фриман — Мэриан Олмонд
- Ванесса Браун — Мария
- Селена Ройл — Элизабет Алмонд
- Рэй Коллинз — Джефферсон Алмонд
- Гарри Энтрим — мистер Эбил
- Бетти Линли — миссис Монтгомери
- Пол Лис — Артур Таунсенд
- Расс Конуэй — Квинт
- Дэвид Тёрсби — Гайер
- Лестер Дорр — жених (в титрах не указан)

## Приём
«Наследница» получил всеобщее признание критиков. Босли Краузер из «The New York Times» написал, что фильм «трещит символической жизнью и огнем в своем нежном и мучительном повествовании необычайно характерной истории» и добавил, что Уайлер «придал этой несколько суровой драме захватывающую интимность и согревающую иллюзию близости, которой не было на сцене. Он очень близко и ярко представил полнокровных людей, сохранив при этом ясность и остроту их личностей, эмоций и стилей. ... „Наследница“ — одна из самых красивых, напряженных и взрослых драм года».
«Brooklyn Daily Eagle» нашла фильм «чрезвычайно приятной драмой, вызывающей большой интерес во всём, неуклонно развивающейся до волнующей кульминации». Особенная похвала досталась режиссёру: «превращение Кэтрин Слоупер из жалкой застенчивой девушки в холодную красавицу» «выполнено с полнейшим мастерством».
Газета «The Philadelphia Inquirer» похвалила Гётца за умелую трансформацию их театральной версии пьесы, найдя её «почти во всех отношениях … превосходящей». Перспективы получения премии Оскар Оливией де Хэвилленд также были оценены как «вполне разумные».

## Награды и номинации
- 1949 — премия Национального совета кинокритиков США за лучшую мужскую роль (Ральф Ричардсон), а также попадание в десятку лучших фильмов года.
- 1950 — 4 премии «Оскар»: лучшая женская роль (Оливия де Хэвилленд), лучшая работа художника-постановщика (Джон Миэн, Гарри Хорнер, Эмиль Кьюри), лучший дизайн костюмов (Эдит Хэд, Джайл Стил), лучшая музыка к фильму (Аарон Копленд). Кроме того, лента получила 4 номинации: лучший фильм (Уильям Уайлер), лучшая режиссёрская работа (Уильям Уайлер), лучшая мужская роль второго плана (Ральф Ричардсон), лучшая операторская работа (Лео Товер).
- 1950 — премия «Золотой глобус» за лучшую женскую роль (Оливия де Хэвилленд), а также две номинации: лучший режиссёр (Уильям Уайлер) и лучшая актриса второго плана (Мириам Хопкинс).
- 1950 — номинация на премию Гильдии сценаристов США за лучшую американскую драму (Рут Гётц, Огастус Гётц).